# Ernst von Bandel
Joseph Ernst von Bandel  (17 de mayo de 1800, Ansbach - 25 de septiembre de 1876, Neudegg, cerca de Donauwörth) fue un arquitecto, escultor y pintor alemán. Es principalmente conocido por sus 38 años de trabajo en el monumental Hermannsdenkmal cerca de Detmold, en honor a la victoria de Arminio sobre las tropas romanas en el año 9 DC.

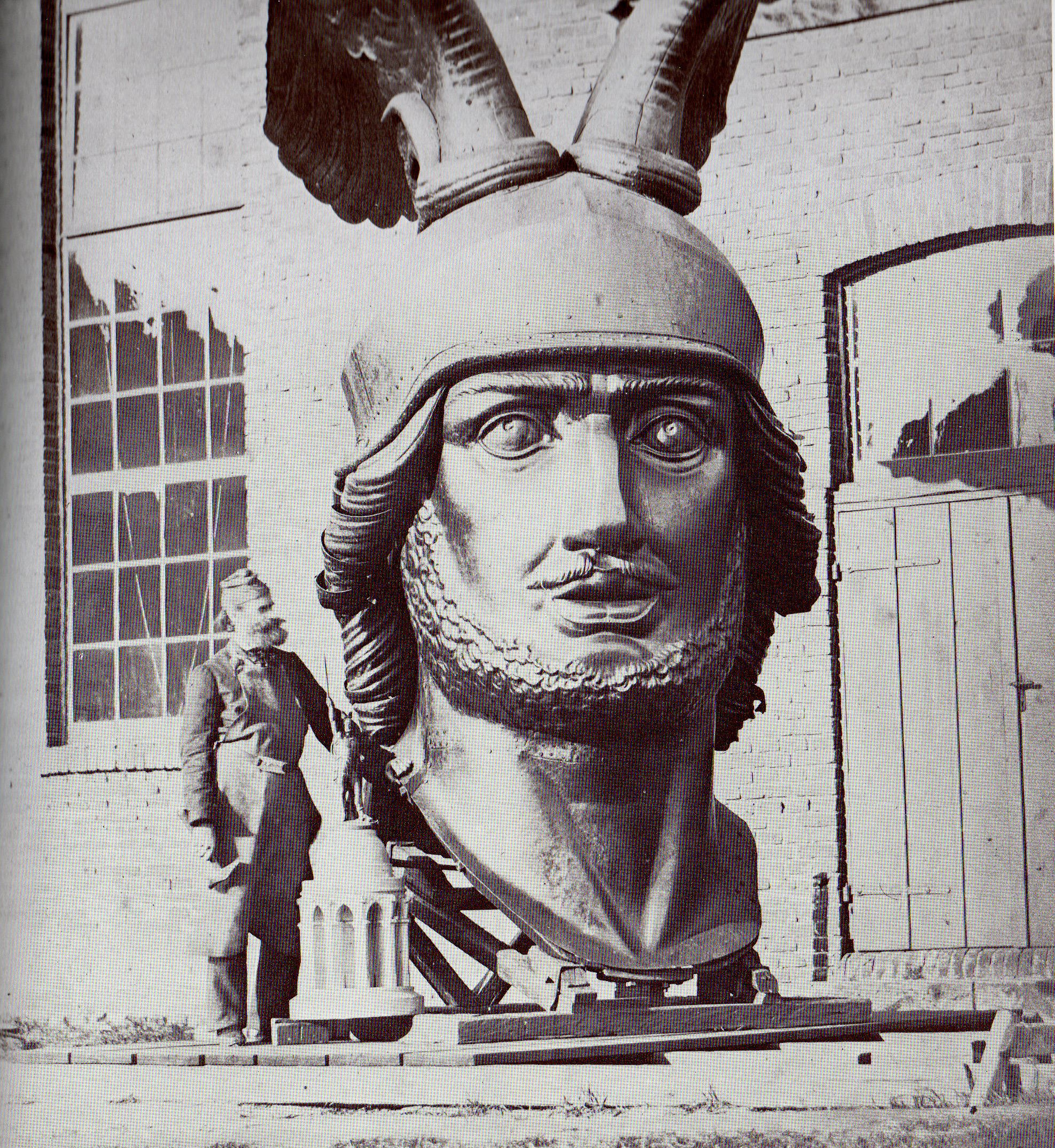
Degèle Bandel

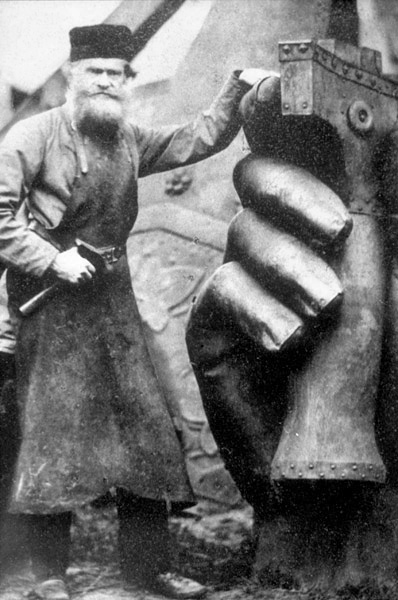
Ernst von Bandel en 1870

## Primeros años
Ernst Bandel nació el 17 de mayo de 1800 en Ansbach. Su padre, Georg Karl Friedrich Bandel (1741-1818) fue un funcionario prusiano (Regierungsdirektor). Su infancia estuvo dominada por acontecimientos políticos (la ocupación francesa en 1805; la Guerra de Liberación de 1813) que lo dejaron un patriota de toda la vida. Después de que Ansbach se convirtiera en bávaro en 1806, el padre de Ernst trabajó para el nuevo gobierno y se convirtió en presidente del tribunal de apelaciones local. En 1813, se convirtió en un noble. A los catorce años, Ernst von Bandel comenzó a tomar clases de dibujo en la Academia de Bellas Artes de Núremberg con el grabador Albert Christoph Reindel [de]. Dos años después, fue a Múnich para solicitar un puesto en la Oficina Forestal Real de Baviera. Mientras estuvo allí, conoció al arquitecto Karl von Fischer y se convirtió en su alumno.
La muerte de su padre en 1818 y el estrés financiero resultante casi lo obligaron a renunciar a su interés en el arte, pero a través de las conexiones de su padre con la familia real, pudo obtener una generosa donación del rey Maximiliano I. Al año siguiente, recibió un trabajo como dibujante en el Hofbauamt (la oficina responsable de la construcción y mantenimiento de los edificios reales).

## Carrera como artista
En 1820, rechazó una oferta de trabajo como asistente del arquitecto Leo von Klenze, ya que no era susceptible a la preferencia de Bandel por el estilo gótico. Más tarde ese año, ingresó en la Academia de Bellas Artes de Múnich, primero como pintor, pero pronto cambió a la escultura. Allí estudió con Moritz Kellerhoven, Wilhelm von Kobell y otros. En 1819/20, trabajó por primera vez en borradores para una estatua de Arminio. 
En 1822/23, Bandel estaba en Núremberg, trabajando para completar las figuras del gótico Schöner Brunnen. Allí, conoció a Karoline von Kohlhagen, con quien se casó en 1827. Tenían un total de siete hijos (cinco hijos, dos hijas). ).
Con un último estipendio del rey, pudo estudiar y trabajar en Italia desde 1825 hasta 1827. Mientras estaba en Roma conoció a Bertel Thorvaldsen y varios miembros del movimiento nazareno, pero no le impresionaron. Sus asociados más cercanos fueron Ludwig Schwanthaler y Heinrich Max Imhof [de]. Trabajó como escultor en Roma. Después de su regreso a Alemania, hizo la estatuilla en el frontón del Staatliche Antikensammlungen, siguiendo un diseño de su maestro Johann Nepomuk Haller [de]. Él También encontró empleo con Christian Daniel Rauch en la Gliptoteca de Múnich, donde permaneció hasta 1834. En 1832, él y Hans Ferdinand Massmann fundaron la Sociedad de Gimnasia local.
El sucesor de Maximiliano, Ludwig I, le pidió a Leo von Klenze que diseñara el monumento conmemorativo de Walhalla cerca de Ratisbona entre 1830 y 1842. Bandel contribuyó al trabajo e hizo la estatua de Franz von Sickingen. Sin embargo, sintió que el diseño neoclásico era ajeno a Alemania y, por lo tanto, inapropiado para un monumento nacional. Bandel también tuvo problemas personales con algunos de sus colegas y el rey. 

Bandel se encontró recibiendo poco apoyo o comprensión del nuevo rey, por lo que se mudó a Berlín en 1834, siguiendo a su antiguo empleador, Rauch, que estaba trabajando en una enorme estatua ecuestre de Federico el Grande. Pronto comenzó a hacer sus propias propuestas para un gran monumento nacional, pero recibió poco aliento y menos interés, por lo que se mudó, esta vez a Hannover, donde, con la intercesión del arquitecto Ernst Ebeling [de], el rey Guillermo IV le confió con el diseño del palacio residencial. Bandel contribuyó al diseño interior del palacio y la Schlosskirche (capilla). También trabajó en el nuevo auditorio de la Universidad Georg August en Gotinga, creando los relieves del frontón y una estatua de Guillermo IV frente al edificio. 
- Datos: Q87997
- Multimedia: Ernst von Bandel / Q87997

- Portal:escultura. Contenido relacionado con escultura.